# Douglas McGregor
Douglas McGregor (Detroit, 1906 – 1º ottobre 1964) è stato un economista, docente, psicologo e scrittore statunitense, professore di management presso la MIT Sloan School of Management e presidente dell'Antioch College dal 1948 al 1954. Ha anche insegnato presso l'Indian Institute of Management di Calcutta.
McGregor fu allievo di Abraham Maslow. Contribuì molto allo sviluppo della teoria del management e della motivazione, ed è conosciuto per la sua Teoria X e Teoria Y come presentate nel suo libro The Human Side of Enterprise (1960), in cui proponeva che le ipotesi individuali dei manager sulla natura e sul comportamento umano determinassero il modo in cui l'individuo gestisce i propri dipendenti.

## Biografia
McGregor nacque a Detroit, Michigan, nel 1906, da Murray James e Jessie Adelia McGregor. Quando era giovane faceva volontariato nei rifugi per senzatetto, suonava il pianoforte e cantava. Durante il liceo, lavorava per l'azienda di famiglia, il McGregor Institute, conosciuto inizialmente come Mission for Homeless Men che forniva servizi spirituali e professionali ai senzatetto di Detroit. Lo zio di McGregor, il fratello di suo padre Murray, è il filantropo di Detroit Tracy W. McGregor.
Conseguì un BE (meccanica) presso il Rangoon Institute of Technology, un BA presso la Wayne State University nel 1932, quindi ottenne un MA e un Ph.D. in psicologia dall'Università di Harvard rispettivamente nel 1933 e nel 1935. McGregor originariamente lasciò la Wayne State per lavorare come addetto alla stazione di servizio a Buffalo, New York, e nel 1930 era un manager regionale, anche se in seguito tornò a scuola. Quando il McGregor Institute ricevette una sovvenzione dal Dipartimento dei Lavori Pubblici di Detroit, McGregor tornò al Wayne State per ottenere la laurea nel 1932.

## Carriera
Dopo aver insegnato all'Università di Harvard e poi al MIT, dove fu uno dei primi professori della Sloan School of Management, McGregor diventò presidente (e in seguito membro del consiglio d'amministrazione) dell'Antioch College Ohio, ora noto come Antioch University Midwest, dal 1948 al 1954. Nel 1954, tornò a insegnare al MIT. Vi insegnò fino alla sua morte nel 1964.

## Teoria X e Teoria Y
Nel libro The Human Side of Enterprise, McGregor identificò un approccio per creare un ambiente all'interno del quale i dipendenti sono motivati attraverso una direzione e un controllo autorevoli o l'integrazione e l'autocontrollo; lo chiamò rispettivamente Teoria X e Teoria Y.  Avere un atteggiamento secondo cui i lavoratori generalmente mancano di motivazione, divertimento e responsabilità nel loro lavoro è un manager che sottoscrive la Teoria X. Avere un atteggiamento secondo cui i lavoratori sono contenti, motivati e desiderosi di responsabilità è un manager che sottoscrive la Teoria Y. McGregor fu responsabile della rottura dei precedenti stili di gestione con la Teoria X e Y che ha creato un nuovo ruolo da assumere per i manager.
Queste teorie si basano su due concezioni di autorità e controllo, ciascuna delle quali include una specifica concezione della persona e quindi una pratica ritenuta adatta a condurre la relazione tra individui all'interno della stessa organizzazione: la Teoria X si basa sul presupposto che al dipendente non piaccia lavorare. È improduttivo se non viene monitorato. Lavora solo sotto costrizione, persino sotto minacce; la Teoria Y si basa sul presupposto che al dipendente piaccia lavorare. Ha bisogno di autonomia, e la sua creatività deve essere liberata e stimolata.
The Human Side of Enterprise è stato votato come il quarto libro di management più influente del 20º secolo in un sondaggio dei Fellows dell'Academy of Management.

### Teoria X
I leader che seguono la teoria X sono convinti che la persona media abbia generalmente un'avversione innata per qualsiasi forma di sforzo o responsabilità, e in particolare per il lavoro. Questo si traduce in un comportamento di fuga dallo sforzo, dalla responsabilità e dal lavoro: lo stato d'animo e l'atteggiamento che ne derivano sono diffusi tra gli esseri umani, il che si traduce nel "fare il minimo per evitare di mettersi nei guai e tirarsi fuori dai guai".
Pertanto, secondo questa teoria, il leader realistico ed efficace è colui che costringe, controlla, minaccia sanzioni o promette una ricompensa per garantire che i suoi collaboratori – che sono considerati subordinati – facciano gli sforzi necessari e sufficienti per raggiungere gli obiettivi (colloquialmente nota come politica del "bastone e della carota").

### Teoria Y
I leader che sostengono la teoria Y sono convinti che lo sforzo fisico e mentale sia naturale per gli esseri umani quanto il riposo o il tempo libero. Per loro, l'individuo medio – posto nelle giuste condizioni – non solo accetta, ma il più delle volte cerca la responsabilità. Ne consegue che una gestione basata su un reale incentivo alla creatività, alla definizione degli obiettivi e alla premiazione degli sforzi compiuti per raggiungere l'obiettivo, non è solo necessaria ma anche altamente adatta per ottenere il sostegno e la motivazione delle persone.
Secondo la Teoria Y, l'individuo associato agli obiettivi della sua organizzazione passa dallo status di individuo a quello di collaboratore, di contributore attivo. Non esita più a dare spontaneamente il meglio di sé senza la necessità di aggiungere – oltre il minimo necessario – meccanismi di controllo o sanzionatori.

### I risultati
La Teoria Y è l'applicazione pratica della Scuola Umanistica di Psicologia di Abraham Maslow, o psicologia della Terza Forza, applicata alla gestione scientifica. Comunemente si pensa che McGregor sia un sostenitore della Teoria Y, ma, come racconta Edgar Schein nella sua introduzione al successivo libro postumo (1967) di McGregor The Professional Manager: "Nei miei contatti con Doug, l'ho spesso trovato scoraggiato dal grado in cui la Teoria Y era diventata un insieme monolitico di principi come quelli della Teoria X, l'eccessiva generalizzazione che Doug stava combattendo... Eppure pochi lettori erano disposti a riconoscere che il contenuto del libro di Doug costituiva un punto così neutro o che la presentazione del suo punto di vista da parte di Doug era così freddamente scientifica".
Graham Cleverley in Managers & Magic (Longman's, 1971) commenta: "... ha coniato i due termini Teoria X e teoria Y e li ha usati per etichettare due serie di convinzioni che un manager potrebbe avere sulle origini del comportamento umano. Ha sottolineato che il comportamento del manager sarebbe stato in gran parte determinato dalle particolari convinzioni che egli sottoscriveva. McGregor sperava che il suo libro avrebbe portato i manager a indagare i due insiemi di convinzioni, inventarne altre, testare le ipotesi sottostanti e sviluppare strategie manageriali che avessero senso in termini di quelle visioni testate della realtà. Ma non è quello che è successo. Invece, McGregor è stato interpretato come un sostenitore della Teoria Y come un'etica nuova e superiore, un insieme di valori morali che dovrebbero sostituire i valori che i manager di solito accettano".
Dalla metà degli anni '50, Procter & Gamble utilizzò la Teoria X e la Teoria Y per creare impianti ad Augusta, in Georgia, assumendo anche McGregor per fornire aiuto. Warren Bennis, esperto di leadership, ricercatore, autore ed educatore, disse di McGregor: "Proprio come ogni economista, consapevolmente o meno, paga i suoi debiti a Keynes, siamo tutti, in un modo o nell'altro, discepoli di McGregor".
Nel 1964, McGregor morì per un infarto all'età di 58 anni nel Massachusetts.

## Vita privata
Si sposò all'età di 19 anni. Aveva uno stile d'insegnamento flessibile che portava i suoi studenti a godersi le sue lezioni. Spesso faceva lezione mettendo i piedi sulla scrivania.

## Premi e riconoscimenti
Nel 1964, la School of Adult and Experiential Learning dell'Antioch College fu ribattezzata "McGregor School" in suo onore. In seguito fu rinominata "Antioch University McGregor" e poi "Antioch University Midwest". Il Douglas McGregor Memorial Award è stato istituito nel 1966 in onore di McGregor per riconoscere un importante articolo pubblicato su The Journal of Applied Behavioral Science.

## Opere
- The Human Side of Enterprise, McGraw-Hill, 1960
- Leadership and motivation, MIT Press, 1966
- The professional manager, MacGraw Hill, 1967